# Самый Новый год!
«Самый Новый год!» — российская новогодняя комедия режиссёра Антонины Руже с Романом Курцыным в главной роли.

## Сюжет
31 декабря 2020 года. Саша, у которого Новый год совпадает с днём рождения, приезжает домой. Здесь уже собрались его родители, девушка Оля с её мамой, лучший друг Сёма. Саша — фельдшер в ветеринарной клинике. Родители его не понимают, потенциальная тёща не в восторге от выбора дочери, беременная Оля ожидает предложения руки и сердца, а друг Сёма досаждает своими нравоучениями. Уставший от постоянных претензий, Саша закрывается в туалете, выпивает для храбрости и решает всем высказать всё, что о них думает. Но, нажав на кнопку смыва, переносится в 1992 год, в эту же квартиру. Его молодая мама, естественно, не веря, что он её сын из будущего, принимает его за грабителя и выставляет за дверь. Саша хочет вернуться в 2020-й, но для этого ему нужно разобраться, зачем он тут оказался.

## В ролях
В главной роли:
- Роман Курцын — Саша

В 2020 году:
- Владимир Сычёв — папа Саши
- Наталья Щукина — мама Саши
- Елизавета Кононова — Оля
- Светлана Свибильская — Светлана Львовна, мама Оли
- Артём Костюнев — Семён
- Юлия Серина — Наташа, жена Семёна
- Ольга Старк — хозяйка собаки

В 1992 году:
- Ксения Радченко — мама Саши в молодости
- Иван Макаревич — папа Саши в молодости
- Алина Алексеева — Света, мама Оли, в молодости
- Дарья Таран — Зина, подруга Светы
- Антон Шурцов — Толик, бывший муж Светы, отец Оли
- Мария Староторжская — тётя Вера, мама Семёна
- Эрик Яралов — Сарик
- Сергей Терещенко — следователь в милиции
- Галина Ефанова — баба Шура

## Съёмки
Фильм снимали в городе Ярославле.

## Показ
Фильм вышел в прокат 17 декабря 2020 года, в первый уик-энд стартовал на 7-й строчке кинопроката с 17 238 зрителей, но затем выбыл из десятки лидеров проката и за следующий месяц проката его посмотрело даже меньше зрителей, чем за первую неделю; всего фильм посмотрели 34 120 зрителей, общие кассовые сборы составили 8 393 582 рублей ($ 114 588).

## Фестивали
- 2021 — ХХI кинофестиваль комедии «Улыбнись, Россия!» — Специальный приз жюри «За верность жанру комедии»[3].

## Критика
Фильм получился жизнерадостным, очень романтический, чистый немного наивный, искренний и душевный, с очень смешными шутками.— Русская Теленеделя

если мелодраматическая составляющая смотрится топорно и неестественно, но комедийная иногда даже вполне смешна. Да, шутки основаны на бородатых анекдотах, полумифологических представлениях о девяностых и очевидных параллелях той эпохи и нашей, но в рамках выбранной концепции этот юмор вполне подходит.— КиноАФиша
Фильм регулярно входит в подборки СМИ из фильмов рекомендованных к просмотру на Новый год.